# 2020 JJ
2020 JJ — околоземный астероид из группы аполлонов. Впервые астероид был замечен обсерваторией Mt. Lemmon Survey (Аризона) за несколько часов до его сближения с Землёй.
4 мая 2020 года астероид прошёл на расстоянии 7000 км над поверхностью Земли (13403 км от центра Земли). По оценкам его диаметр составляет от 2,7 до 6 метров.

## Орбита и классификация
Объект обращается по орбите на расстоянии 0,9–2,1 а. e. от Солнца с периодом 1 год и 10 месяцев (675 суток; большая полуось орбиты 1,51 а.е.). Эксцентриситет орбиты составляет 0,42, наклонение орбиты равно 11° относительно плоскости эклиптики.

## Пролёт
4 мая 2020 года астероид прошёл на расстоянии около 7000 км над южной частью Тихого океана. Это был ближайший пролёт со времени сближения с 2019 UN13 31 октября 2019 года.
| |
| Пролёт астероида 2020 JJ, метки даны с периодичностью 1 минута, пролёт проходил слева направо. Красным цветом показана тень Земли. |